# Pica hudsonia
La urraca de Hudson (Pica hudsonia), es una especie de ave paseriforme de la familia Corvidae que habita en el oeste de América del Norte, desde el sur de la costa de Alaska hasta las Montañas Rocosas en el norte de California, el norte de Arizona, el norte de Nuevo México, el centro de Kansas y Nebraska. Anteriormente se consideraba una subespecie de la urraca común (Pica pica).